# Worotan
Der Worotan (armenisch Որոտան, in wissenschaftl. Transliteration Orotan, aserbaidschanisch Bazarçay) ist ein Fluss im Transkaukasus.
Der Worotan entspringt in Aserbaidschan nahe der Grenze zur armenischen Provinz Sjunik und fließt zunächst 119 Kilometer in allgemein südöstlicher Richtung durch armenisches Gebiet und dann weitere ca. 50 Kilometer wieder durch Aserbaidschan, ehe er schließlich in den Hakari, einen Nebenfluss des Aras, einmündet. Die Provinzhauptstadt Sissian, die Dörfer Aghitu und Worotan, die Klöster Vorotnavank und Tatew sowie die aserbaidschanische Stadt Qubadlı liegen an seinem Lauf. Der Worotan fließt durch gebirgiges Gelände und streckenweise durch tiefe Schluchten. Während der Sowjetzeit wurden am Worotan drei Staudämme mit Wasserkraftwerken erbaut.
Um den Wasserspiegel im Sewansee anzuheben, wird seit Anfang der 1990er Jahre über einen 48,3 km langen Tunnel Wasser aus dem Ketschut-Stausee (zwischen Gndevank und Dschermuk) in den Sewansee geleitet. Da die zugeleitete Wassermenge nicht ausreichte, um den Wasserstand anzuheben, wurde in den 1980er Jahren mit dem Bau eines 21,6 km langen Tunnels vom Spandarjan-Stausee am Worotan (bei Sissian) in den Ketschut-Stausee begonnen. Die Bauarbeiten mussten 1988, nachdem 18 Kilometer vollendet waren, kurzfristig eingestellt werden, da zwischen Armenien und Aserbaidschan ein bewaffneter Konflikt über die Region Bergkarabach ausbrach. Ende der 1990er Jahre nahm man den Bau wieder auf. Der Worotan-Arpa-Tunnel wurde 2004 in Betrieb genommen.